# Butterfly Kiss
Butterfly Kiss es la primera gira musical de la cantante surcoreana Taeyeon, miembro de Girls' Generation.

## Antecedentes
El 26 de marzo de 2016, S.M. Entertainment dio a conocer el primer concierto en solitario de Taeyeon, pero con el fin de mejorar la integridad del concierto, el calendario de las actuaciones fueron originalmente programadas para el 23 y 24 de abril, pero fue pospuesto para la segunda mitad del año. Más tarde, el concierto fue oficialmente anunciado el 24 de mayo por la liberación del calendario de los conciertos en Seúl y Busan y el calendario de reserva de boletos. La reserva se llevó a cabo el 1 de junio a través de YES24.

## Fechas
| Fecha               | Ciudad | País          | Lugar                   |
| ------------------- | ------ | ------------- | ----------------------- |
| 9 de julio de 2016  | Seúl   | Corea del Sur | Parque Olímpico de Seúl |
| 10 de julio de 2016 | Seúl   | Corea del Sur | Parque Olímpico de Seúl |
| 6 de agosto de 2016 | Busan  | Corea del Sur | KBS Busan Hall          |
| 7 de agosto de 2016 | Busan  | Corea del Sur | KBS Busan Hall          |

## Set-list
| Seúl |
| --- |
| - Opening VCR (Butterfly Kiss) - - Up & Down - Good Thing - Fashion - Night - Intro : Talk Talk - - Rain_Jazz Ver. - 쌍둥이자리 (Gemini) - Ment - - 먼저 말해줘 (Farewell) - VCR Music Video #1 - 만약에 - 들리나요 - 사랑해요 (I Love You) - Ment - - 제주도의 푸른 밤 - 아틀란티스 소녀 (Atlantis Princess) - VCR Music Video #2 (Uptown Funk) - Why_Concert Ver. - Hands On Me - Starlight - Ment - ※ Guest Stage ※ - VCR #4 (Secret) - - 비밀 (Secret) - Ment - - Pray - I - Encore - - Twinkle - 스트레스 (Stress) - Gee - VCR #5 - - U R - Ending - |

| Busan |
| --- |
| - Opening VCR (Butterfly Kiss) - - Up & Down - Good Thing - Fashion - Night - Intro : Talk Talk - - Rain_Jazz Ver. - 쌍둥이자리 (Gemini) - Ment - - 먼저 말해줘 (Farewell) - VCR Music Video #1 (기억을 걷는 시간) - - 만약에 - 들리나요 - 사랑해요 (I Love You) - Ment - - 기억을 걷는 시간 - 제주도의 푸른 밤 - 아틀란티스 소녀 (Atlantis Princess) - VCR Music Video #2 (Uptown Funk) - - Why_Concert Ver. - Hands On Me - 스트레스 (Stress) - VCR #4 (Secret) - - 비밀 (Secret) - Ment - - Pray - I - Encore - - Twinkle - Party - Gee - VCR #5 - - U R - Ending - |

## Invitados especiales
| Fecha               | Invitado |
| ------------------- | -------- |
| 9 de julio de 2016  | Dean     |
| 10 de julio de 2016 | Dean     |

## Promotores
- S.M. Entertainment
- Dream Maker
- YES24